# Century Pacific Food
Century Pacific Food, Inc. er en filippinsk fødevarevirksomhed med hovedkontor i Pasig. Det blev grundlagt i 2013 af Ricardo S. Po Sr.